# 앵귈라의 정치
앵귈라의 정치는 총리가 정부 수반이자 다당제인 의회제 간접 민주제 속령의 틀에서 일어난다. 소앤틸리스 제도의 리워드 제도에서 가장 북쪽에 있는 앵귈라는 영국의 해외 영토이다. 유엔 탈식민화 위원회는 유엔 비 자치 영토 목록에 앵귈라를 포함하고 있다. 앵귈라의 헌법은 1982년 4월 1일 앵귈라 헌정 질서(1990년 및 2019년 개정)이다. 행정 권력은 총리와 집행위원회가 행사한다. 입법권은 집행위원회와 입법부 모두에게 부여된다. 사법부는 행정부 및 입법부로부터 독립적이다. 군사 방어는 영국의 책임이다.

## 행정부
| 직책 | 이름                       | 정당 | 날짜             |
| ---- | -------------------------- | ---- | ---------------- |
| 국왕 | 찰스 3세                   |      | 2022년 9월 8일~  |
| 총독 | 디엘리니 다니엘-살바라트남 |      | 2021년 1월~      |
| 총리 | 일리스 웹스터              | APM  | 2020년 6월 30일~ |

총리는 하원 의원 중 총독에 의해 임명된다. 그의 내각인 집행위원회는 선출된 하원 의원 중에서 총독이 임명한다.

## 입법부
앵귈라는 영토 차원에서 입법부를 선출한다. 하원에는 11명의 위원이 있으며, 7명의 위원은 단일 의석 선거구에서 5년 임기로 선출되며, 당연직위원 2명과 지명직위원 2명으로 구성된다. 참정권은 18세부터 주어지고, 앵귈라는 다당제를 시행하고 있다.

## 정당 및 선거
틀:Anguillan general election, 2010

## 사법부
앵귈라의 법원들은 다음과 같다.
- 런던, 영국 추밀원 법사위원회는 앵귈라의 최종 항소 법원이다.
- 동부 카리브해 대법원 :
  - 항소 법원
  - 앵귈라에 본사를 둔 고등 법원.
- 앵귈라의 국내 법원 :
  - 치안 법원
  - 청소년 법원.[1]

앵귈라에 본사를 둔 ECSC 고등 법원 판사는 루이스 블렌만이다.

## 국제 관계
앵귈라는 CARICOM, CDB, 국제형사경찰기구 - 인터폴, OECS 및 ECLAC의 회원이다.